# Heterospathius costaricensis
Heterospathius costaricensis är en stekelart som beskrevs av Marsh 2002. Heterospathius costaricensis ingår i släktet Heterospathius och familjen bracksteklar. Inga underarter finns listade i Catalogue of Life.